# Honor Thy Husband
Pour plus de détails, voir Fiche technique et Distribution.
Honor Thy Husband (littéralement, Honore ton mari) est un film muet américain réalisé par Lynn Reynolds, sorti en 1915.

## Fiche technique
- Titre : Honor Thy Husband
- Réalisation : Lynn Reynolds
- Scénario : Harvey Gates
- Producteur : Pat Powers
- Société de production :  Powers Picture Plays
- Société de distribution :  Universal Film Manufacturing Company
- Pays d'origine :  États-Unis
- Langue : film muet avec les intertitres en anglais
- Métrage : 600 m (2 bobines)
- Format : Noir et blanc — 35 mm — 1,33:1 — Muet
- Genre : Film dramatique
- Durée : 20 minutes
- Dates de sortie : 
  -  États-Unis : 12 novembre 1915

## Distribution
- Sydney Ayres : Mathew King
- Doris Pawn : Flora Kellette
- Abe Mundon : Alan King
- Val Paul (en) : Frank Wolff
- Helen Wright (en) : Mme Kellette, la mère de Flora